# Malîi Obzîr, Kamin-Kașîrskîi
Malîi Obzîr (în ucraineană Малий Обзир) este un sat în comuna Velîkîi Obzîr din raionul Kamin-Kașîrskîi, regiunea Volînia, Ucraina.

## Demografie
Componența lingvistică a localității Malîi Obzîr
     Ucraineană (100%)
Conform recensământului din 2001, toată populația localității Malîi Obzîr era vorbitoare de ucraineană (100%).